# Pałac Prezydencki w Nankinie
Pałac Prezydencki w Nankinie (chin. upr. 南京总统府, chin. trad. 南京總統府, pinyin Nánjīng Zǒngtǒngfǔ) – pałac znajdujący się przy ulicy Changjiang w dzielnicy Xuanwu w Nankinie, pełniący dawniej funkcję siedziby prezydenta Republiki Chińskiej.

## Historia

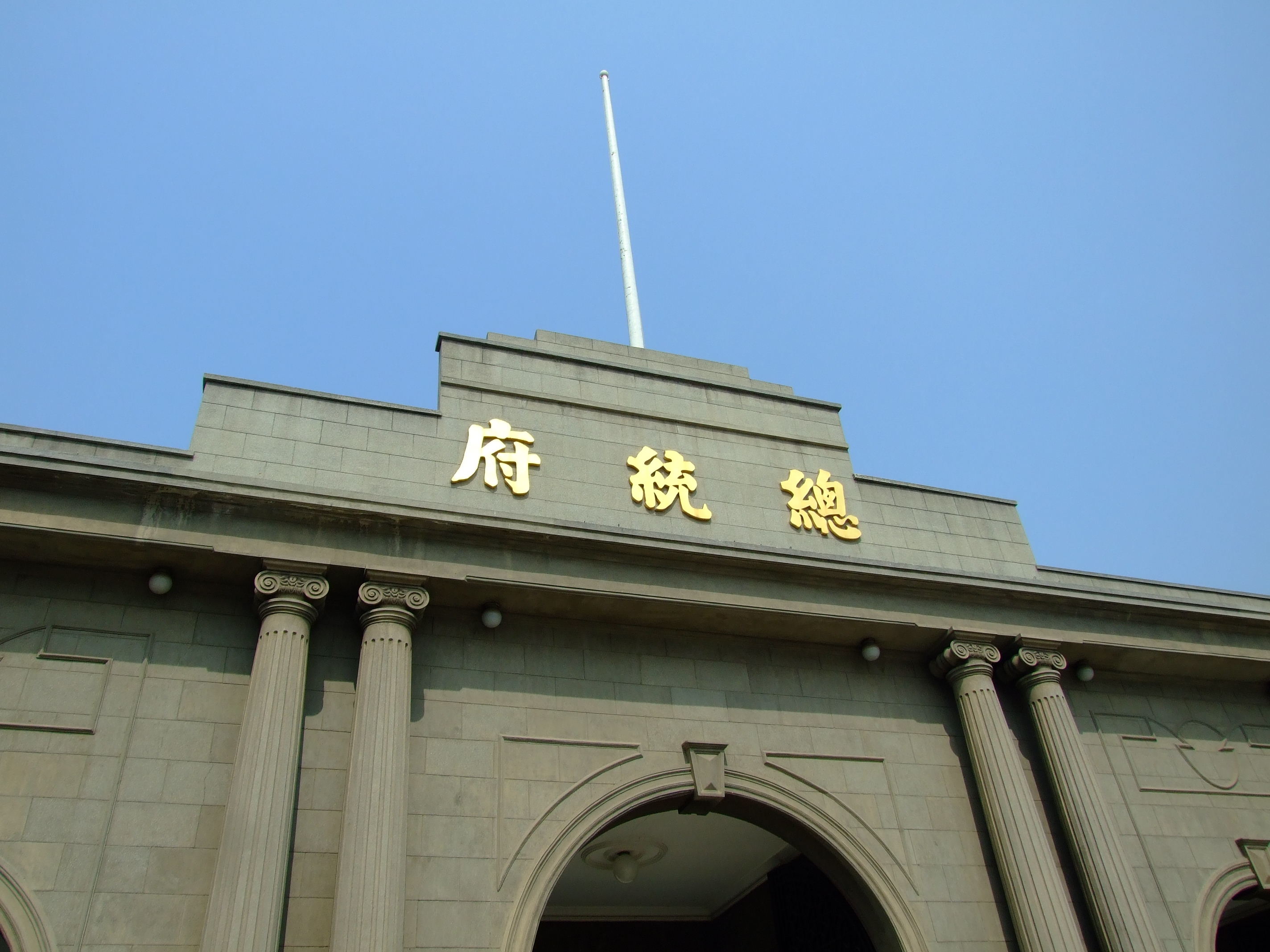
Główna brama pałacu. Na maszcie do 1949 roku znajdowała się flaga Republiki Chińskiej; od tego czasu pozostaje on pusty

Początki budynku sięgają czasów dynastii Ming, kiedy to na jego terenie znajdowały się kolejno dwa pałace książęce. Po wstąpieniu na tron Qingów pałac stał się siedzibą gubernatora generalnego Liangjiang (dzisiejsze prowincje Jiangsu, Anhui i Jiangxi).
Po wybuchu powstania tajpingów w pałacu zamieszkał przywódca rebeliantów Hong Xiuquan, znacznie go powiększając i rozbudowując. Jednak wraz z upadkiem powstania w 1864 roku Zeng Guofan nakazał zniszczyć większość zabudowań, a pałac ponownie stał się siedzibą gubernatora.
Po wybuchu rewolucji Xinhai i proklamacji Republiki Chińskiej pałac został siedzibą pierwszego tymczasowego prezydenta, Sun Jat-sena. Siedzibą prezydenta został ponownie po przeniesieniu stolicy do Nankinu w 1928 roku. W czasie II wojny światowej był siedzibą marionetkowego rządu Wang Jingweia. 
Budynek stracił swoją funkcję w 1949 roku, wraz z ucieczką rządu Czang Kaj-szeka na Tajwan i proklamacją Chińskiej Republiki Ludowej ze stolicą w Pekinie. Przez następne lata był siedzibą różnych instytucji rządowych aż do lat 80. XX wieku, kiedy umieszczono w nim Muzeum Historii Współczesnej.
Dawny Pałac Prezydencki w Nankinie jest jednym z nielicznych miejsc w ChRL, w których eksponowana jest flaga Republiki Chińskiej.

## Architektura

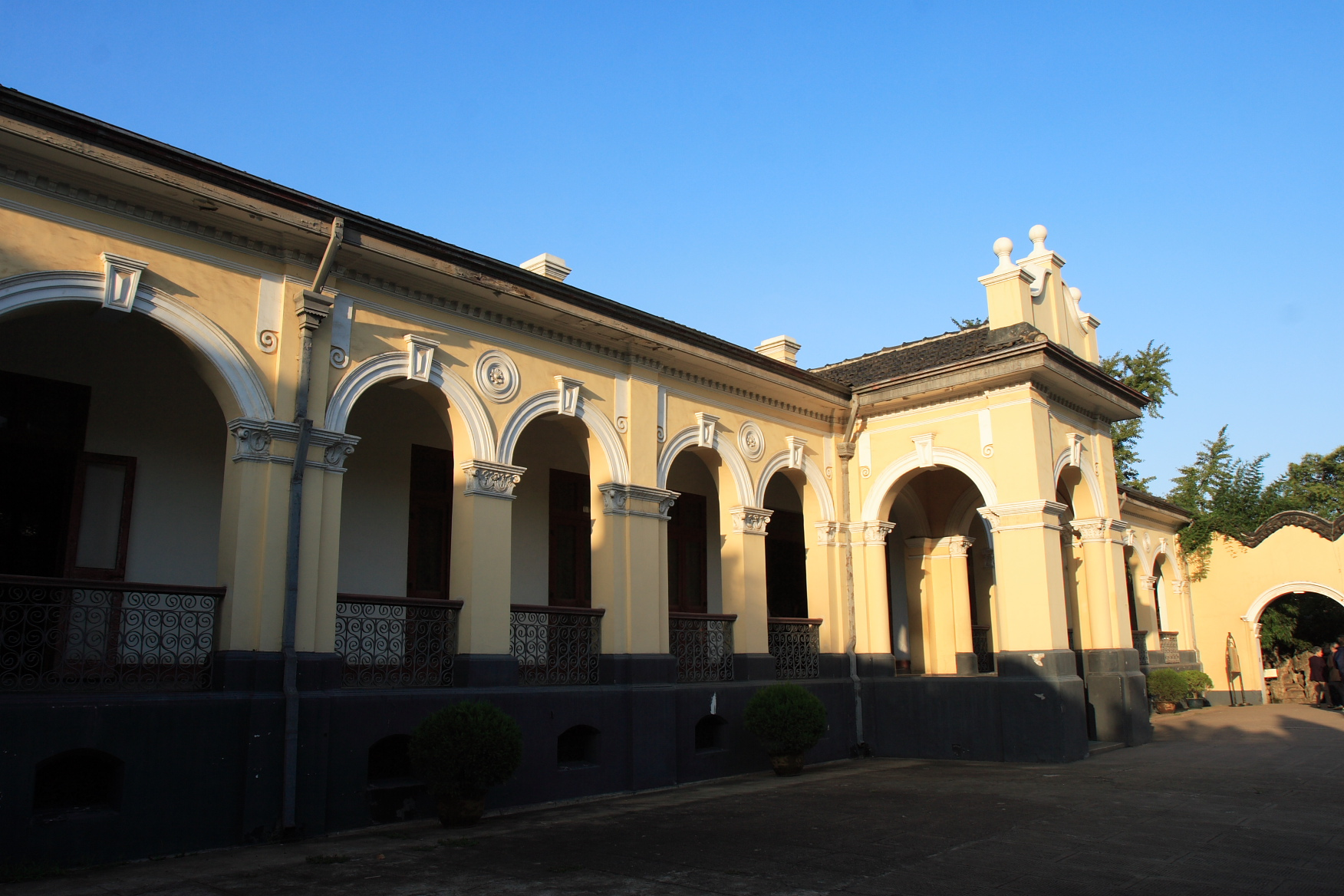
Dawne biuro Sun Jat-sena w zachodniej części pałacu

Pałac obejmuje powierzchnię 90 000 m² i dzieli się na trzy części. Brama wejściowa zbudowana jest w stylu zachodnim. W centralnej części znajdowała się siedziba prezydenta, siedziba rządu oraz różnych urzędów. W zachodniej, zakończonej ogrodem, mieściło się pierwotnie biuro Sun Jat-sena, a za czasów Czang Kaj-szeka siedziby dowódców armii. We wschodniej, również zakończonej ogrodem, mieściła się siedziba parlamentu (Yuanu).